# Perrigny-sur-l'Ognon
Perrigny-sur-l'Ognon is een gemeente in het Franse departement Côte-d'Or (regio Bourgogne-Franche-Comté) en telt 496 inwoners (1999). De plaats maakt deel uit van het arrondissement Dijon.

## Geografie
De oppervlakte van Perrigny-sur-l'Ognon bedraagt 18,6 km², de bevolkingsdichtheid is 26,7 inwoners per km².
De onderstaande kaart toont de ligging van Perrigny-sur-l'Ognon met de belangrijkste infrastructuur en aangrenzende gemeenten.

## Demografie
Onderstaande figuur toont het verloop van het inwonertal (bron: INSEE-tellingen).